# Цзіншань (парк)

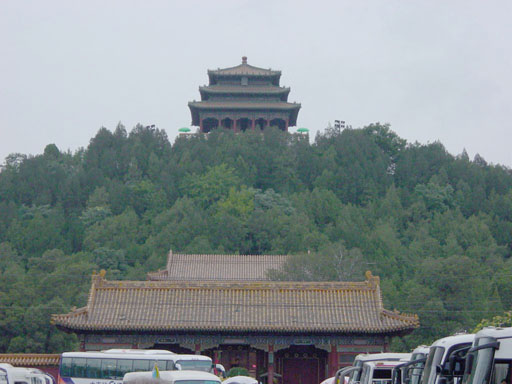
Погляд на Цзіншань

Цзіншань (кит.: 景山公园 Цзіншань гун'юань) — пекінський парк з півночі від Гугуна. У перекладі з китайської мови означає «Погляд з гори» або «Гора з чудовим краєвидом». Надано категорію АААА серед туристичних пам'яток.

## Історія
Із самого початку був імператорським парком. Домінанта — пагорб заввишки 94,2 м над рівнем моря і 45,7 м над прилеглою місцевістю. Він насипаний із землі, викопаної з ровів, що оточують Заборонене місто. Початок покладено за часів династії Східна Цзінь. Значна розбудова місцевості відбувалася за перших імператорів з династії Юань.
В епоху Мін (1368—1644) він називався Гора довгого життя (万寿山 Ваньшоушань), потім — Вугільна гора (煤山 Мейшань), тому що біля її підніжжя видобували вугілля для імператорського вугільного складу. За Мін Цзіншань перетворився на повноцінний парк.
На східному схилі гори 25 квітня 1644 наклав на себе руки, повісившись, Чжу Юцзянь — останній імператор династії Мін.
За часів цінського імператора Цянлуна відбулося відродження парку, були зведені нові будови, збільшено кількість висаджених рослин. У 1900 році під час повстання іхетуаней Цзіншань було пограбовано.
У 1928 за рішенням уряду Китайської республіки було проведено Нову Цзіншанську дорогу, якому поєднано з Пекіном. До того вхід до парку йшов із Забороненого міста через Браму Божественного Меча.
У 1950—1955 тут розташовувалися протиповітряні засоби Північнокитайського військового округу. У 1957 парку відновлено та відкрито для відвідувачів. Під час Культурної революції отримав назву Червоногвардійський парк.
У 1971—1978 його зачинено.
У 2001 внесено до переліку культурних цінностей КНР. У 2003 рішенням уряду створено самостійний орган управління парком Цзіншань. Сьогодні тут часто проводять різні культурні заходи.

## Опис
Загальна площа становить 23 га. Складається з п'яти вершин, яку вінчають павільйони зі статуями будд всередині. Така структура не випадкова. П'ять — священне число в китайській культурі. З точки зору вчення феншуй (геомантії), території на південь від гори вважаються сприятливими для проживання. Гора Цзиншань захищає від холодних північних вітрів палацовий комплекс Забороненого міста.
З 46-метрової висоти відкривається захоплюючий вид на Заборонене місто, парк Бейхай, Барабанну вежу, старі і сучасні квартали Пекіна, а також гори на заході: Сяншань, Сишань. В заростях бамбука ховаються камені химерних форм. На вершину гори веде довгі сходи. Схили зміцнені кам'яними стінами.
Навпаки Південних воріт біля підніжжя пагорба знаходиться павільйон Ціванлоу (绮 望楼), назву якої можна перекласти як «Розкішний бельведер», «Вежа Надії» або «Вежа красивого вигляду». Спочатку тут розташовувався храм, присвячений Конфуцію, де молилися цінські імператори.
На центральній вершині, що є найвищою, знаходиться павільйон Ваньчуньтін (万 春亭) — «Альтанка вічної весни», всередині якого знаходиться позолочена статуя Будди Вайрочани. Звідси відкривається чудове видовище на Пекін.
На північ тягнеться дорога, в кінці якої височить Барабанна вежа. Вдалині видніється нова оглядова вежа Олімпійського парку.
По обидва боки від «Альтанки вічної весни» знаходяться ще по дві альтанки. На східному схилі — «Альтанка споглядання прекрасного» (观 妙 亭 Гуаньмяотін), в якій колись знаходилася статуя Будди Акшобґ'я, трохи нижче — «Альтанка милування околицями» (周 赏 亭 Чжоушантін) зі статуєю Будди незламності. Із західного боку — Альтанка Насолоди пахощами (辑 芳 亭 Цзіфантін) зі статуєю Будди Амітабхи всередині і «Альтанка Багатого вигляду» (富 览 亭 Фуланьтін) зі статуєю Будди Амогхаваджра. Всі ці п'ять павільйонів були побудовані в 1751 році на місці більш давніх.
З північної сторони розташовано Залу імператорського довголіття (寿 皇 殿 Шоухуандянь) і Меморіальну арку (古 牌楼 Гупайлоу), побудовані в 1749 році. У Залі імператорського довголіття колись зберігалися портрети предків імператорів династії Цін. Зараз тут розташовується Пекінський Дитячий Палац.
У північно-східній частині парку розташовано Залу споглядання чесноти (观 徳 殿 Гуаньдедянь), де перед похованням виставлялися труни з тілами померлих цінських володарів і імператриць.
У парку виділяються світлі гладкі стовбури японської софори. Навколо гори Цзіншань розкинулася рівнинна частина парку. Тут багато каменів химерної форми і напівкоштовних каменів, висаджені кипарисові алеї, розбиті квітники. Особливо гарний Сад півоній.

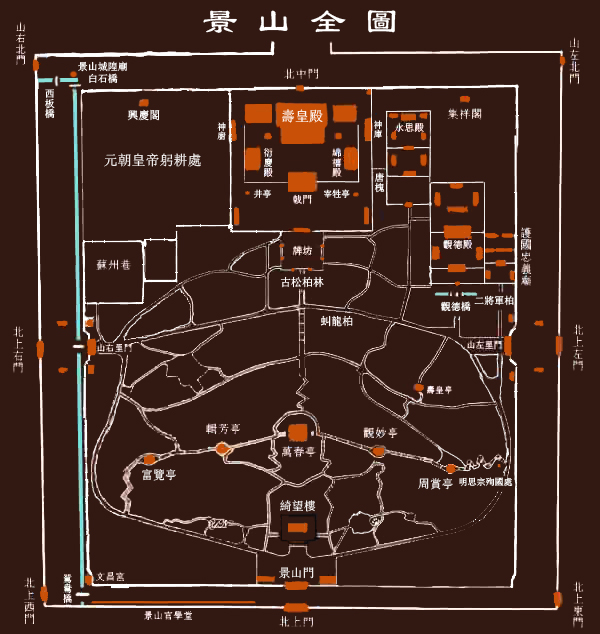
Мапа Цзіншаня
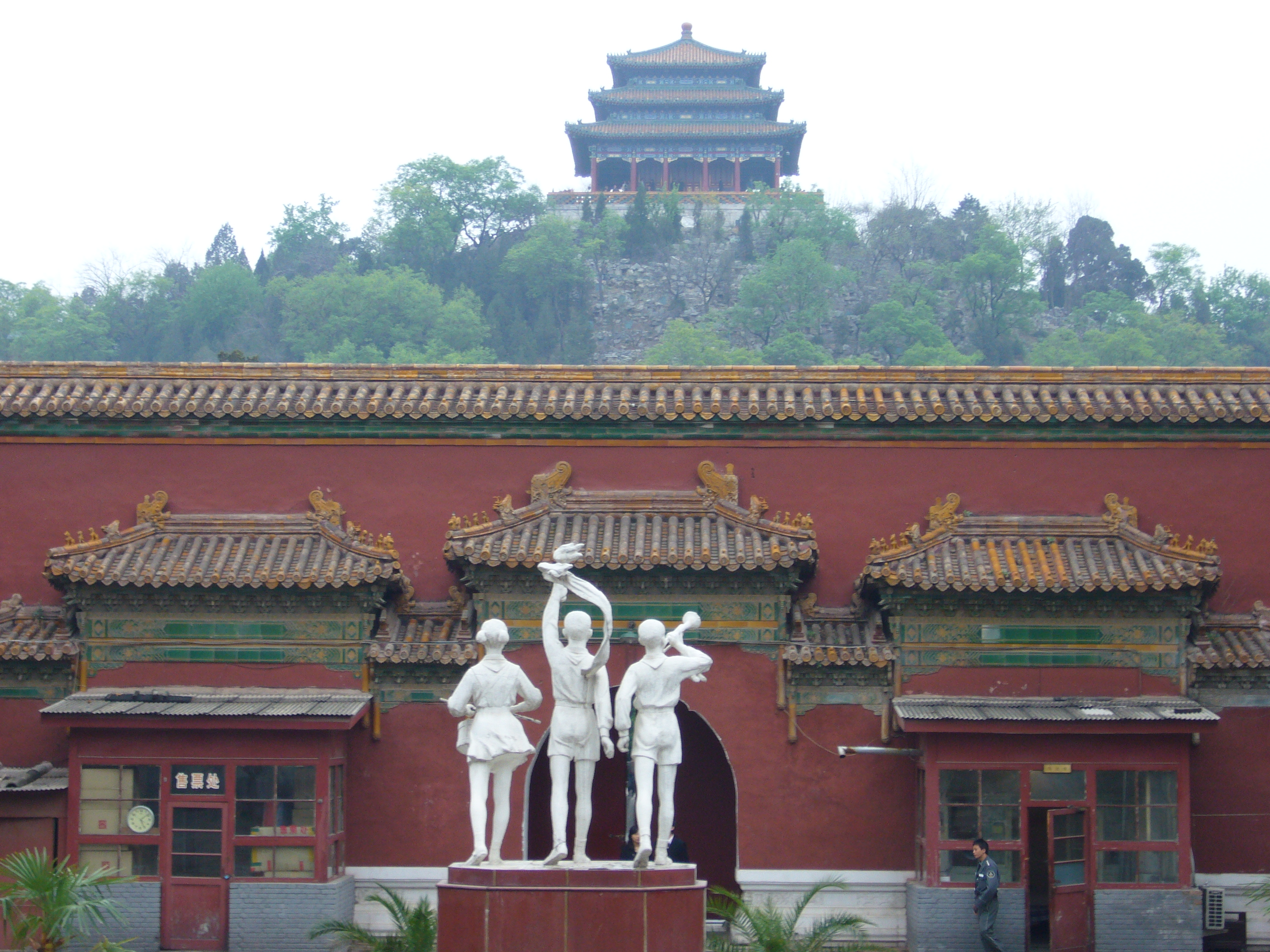
Пекінський Дитячий Палац
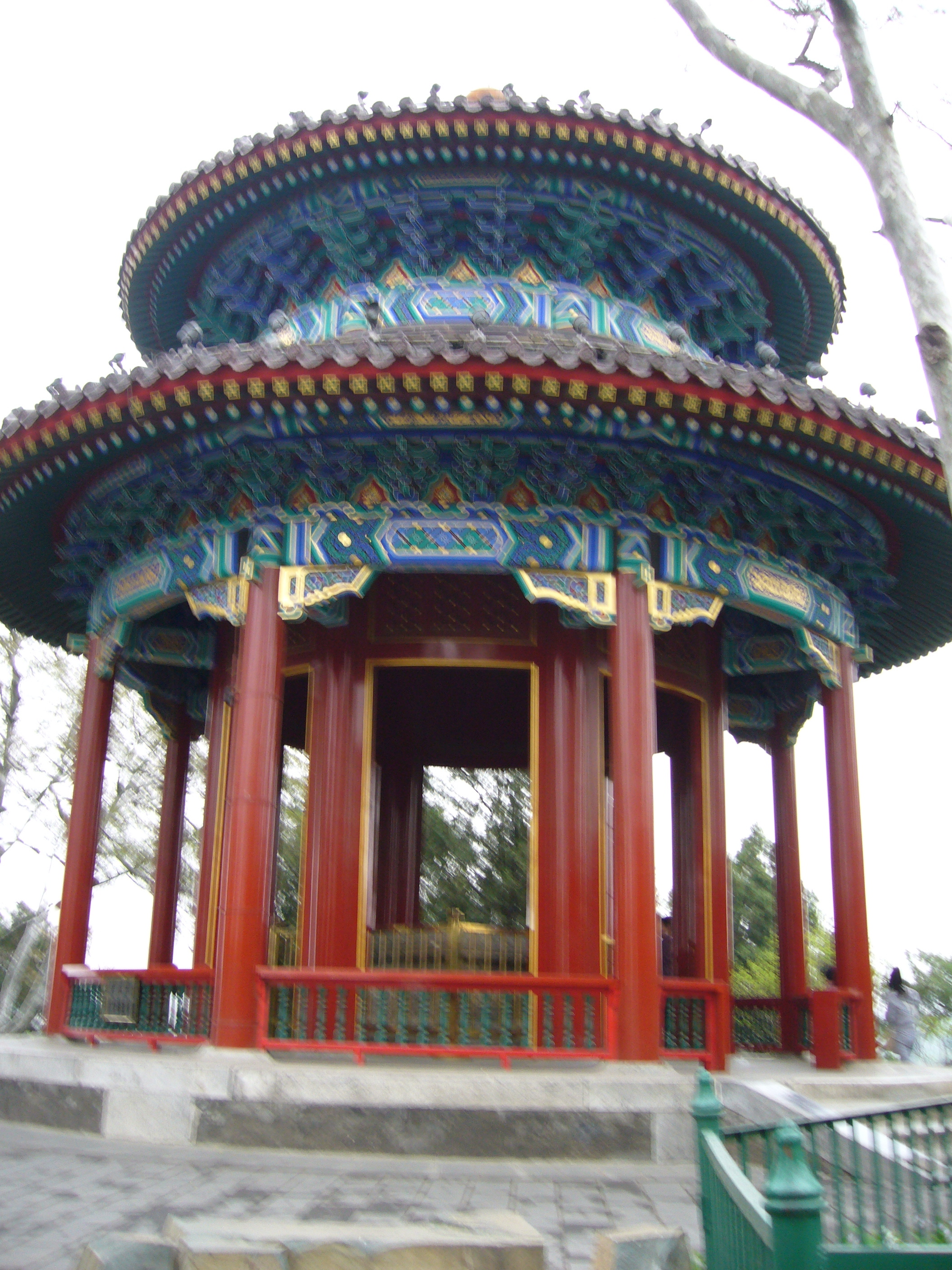
Альтанка споглядання прекрасного
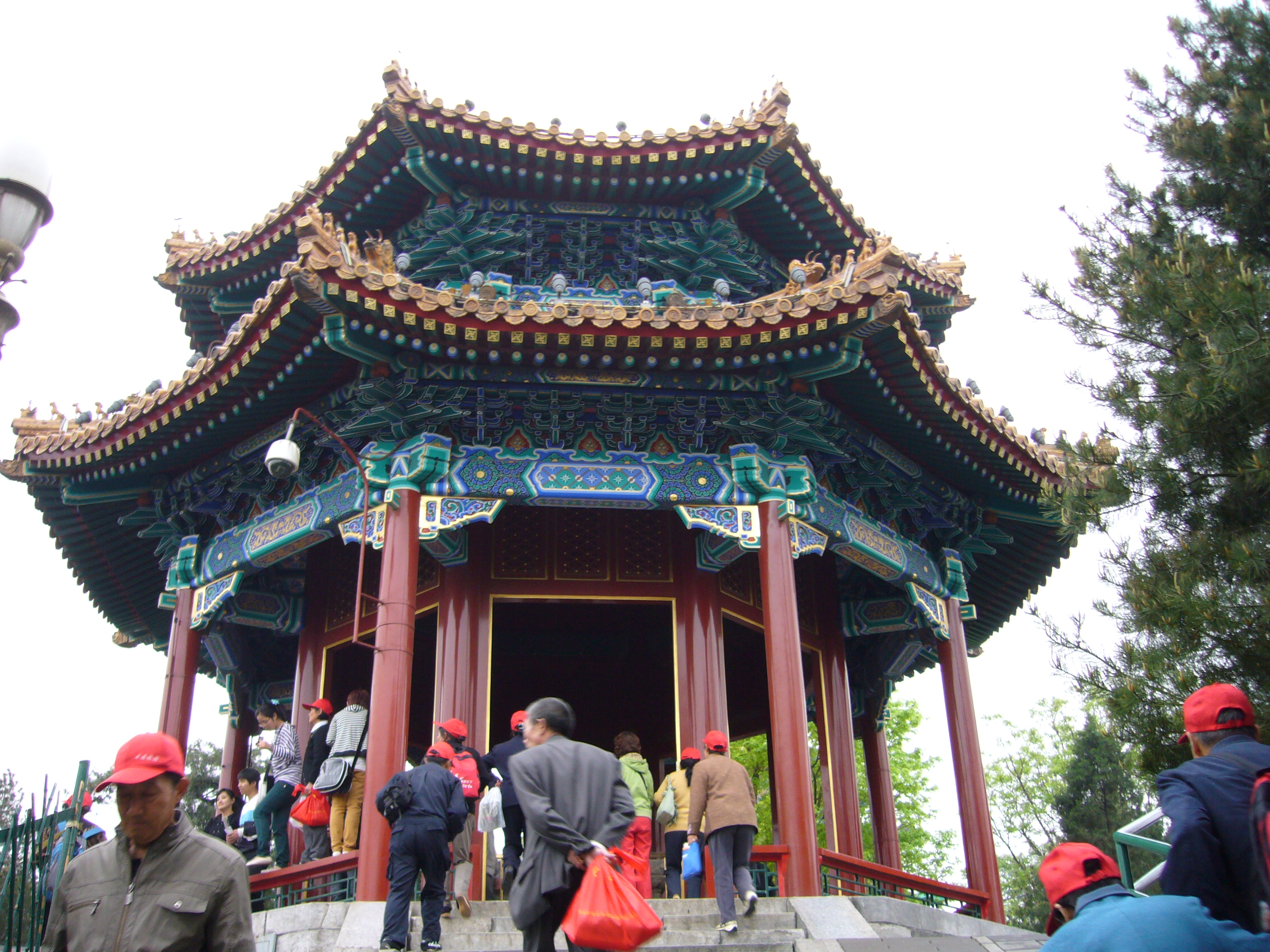
павільйон Ваньчуньтін

## Проїзд
- Пекінський метрополітен:
  - станції метро Тяньаньмень Вест або Тяньаньмень Іст 1-й лінії, далі на північ 2 км;
  - станція метро Дунсі 5-й і 6-й лінії, далі на захід 1,8 км;
  - станція метро Наньлогусян 6-й і 8-й лінії або Бейхай Північ 6-й лінії, далі на південь 1,2 км.
- Автобусом
  - № 1, 2, 101, 103, 109, 124, 202, 211, 685, 810, 814, 846 до зупинки Гугун, далі до південних воріт до парку; 111, 124 до зупинки Цзіншань Дунцзі, далі до східних воріт в парк; 111, 124, 210 до зупинки Цзіншань Дунмень, далі до східних воріт парку.

## Робота
- 06:30—20:00 год. (січень-березень, листопад-грудень);
- 06:00—21:00 год. (березень-квітень, вересень-жовтень);
- 06:00—22:00 год. (червень-серпень).

Вартість квитків: 2 юаня; якщо проводяться виставки — 5 юанів.